# Kenichi Fukui
Kenichi Fukui, född 4 oktober 1918 i Nara, död 9 januari 1998 i Kyoto, var en japansk kemist. Han tilldelades tillsammans med Roald Hoffmann Nobelpriset i kemi 1981, "för deras var för sig utvecklade teorier för kemiska reaktioners förlopp".
Fukui och Hoffmann utvecklade, oberoende av varandra, teorier utgående från atomernas elektronstrukturer, som förklarade vissa kemiska reaktioners förlopp.
Asteroiden 6924 Fukui är uppkallad efter honom.